# Papyrus Ebers

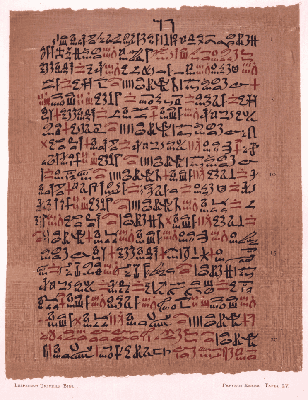
Une page du papyrus Ebers.

Le papyrus Ebers est l'un des plus anciens traités médicaux connus : il est daté du XVIe siècle av. J.-C., pendant le règne d'Amenhotep Ier.
C'est le texte le plus important pour approcher la médecine de l'Égypte antique. Il se présente comme une liste de recettes de remèdes avec indication succincte de l'affection à traiter. Il est d'interprétation difficile, car des termes médicaux restent énigmatiques et la plupart des substances n'ont pas été identifiées.
Il est le plus souvent considéré comme l'émergence d'une pensée médicale et pharmacologique dans un univers religieux ou magique.

## Découverte, traductions et conservation

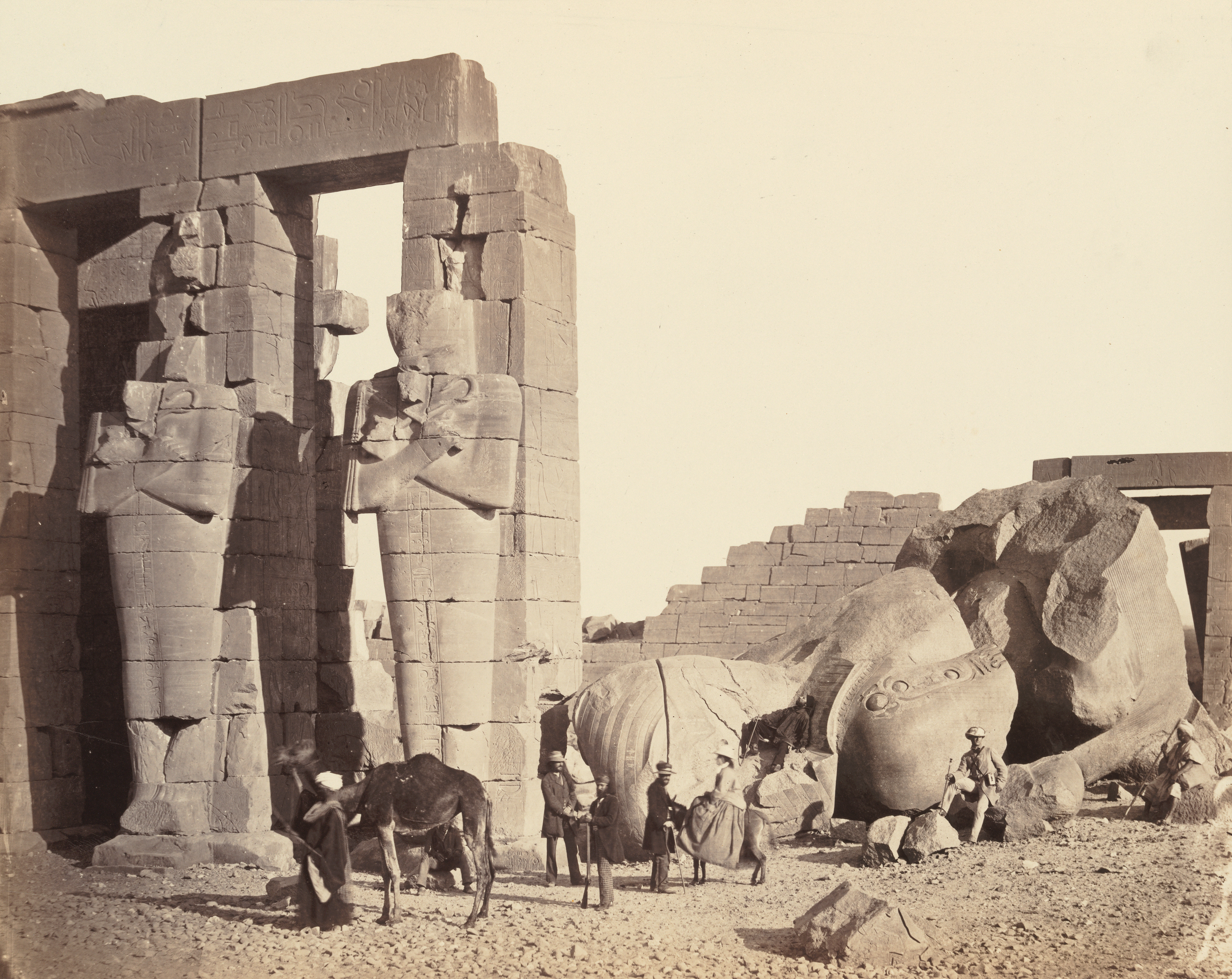
La première photographie du Ramesséum, par Francis Frith, vers 1857.

Le papyrus Ebers fait partie d'une trouvaille clandestine dans des circonstances mal connues. Il s'agirait probablement d'un coffre ou d'une petite bibliothèque provenant du Ramesséum, et qui contenait aussi le papyrus Edwin Smith et le papyrus mathématique Rhind.
En 1862, à Louxor, le lot se retrouve en possession d'Edwin Smith qui garde pour lui le papyrus Smith, et revend les deux autres. Le papyrus Ebers est acheté par l'égyptologue allemand Georg Moritz Ebers pour le compte de la bibliothèque de l'université de Leipzig.
C'est à Ebers que l'on doit le nom et la publication du papyrus en 1875. Il s'agit d'une reproduction fac-similé. Ebers n'a pas tenté de traduction, mais il donne une introduction avec commentaires, et un glossaire égyptien-latin.

### Premières traductions
En 1890, Heinrich Joachim, médecin de Berlin, en donne une traduction allemande plutôt controversée : Papyros Ebers. Das älteste Buch über Heilkunde.
En 1937, Bendix Ebbell (en) publie une nouvelle traduction, cherchant à donner des identifications précises aux noms des maladies, de plantes et de minéraux utilisés,.
De 1954 à 1963, sous la direction de Hermann Grapow, le papyrus Ebers fait partie de la grande édition allemande des textes égyptiens de médecine en huit volumes, le Grundrisse der Medizin der alten Ägypter (titre souvent abrégé en français en Grundriss).
La première traduction française (traduction partielle) est celle de Gustave Lefebvre, qui en donne des extraits, dans son Essai sur la médecine égyptienne de l'époque pharaonique (1956).
En 1987, Paul Ghalioungui (en) publie une nouvelle traduction anglaise,.

### Conservation
À Leipzig, au XIXe siècle, le manuscrit Ebers est découpé en vingt-neuf pièces pour être placées en sous-verre. Une transcription de l'écriture hiératique en hiéroglyphes est publiée en 1913, par Walter Wreszinski, c'est à cette édition que l'on doit la division des cent-dix pages du manuscrit original en 877 sections numérotées.

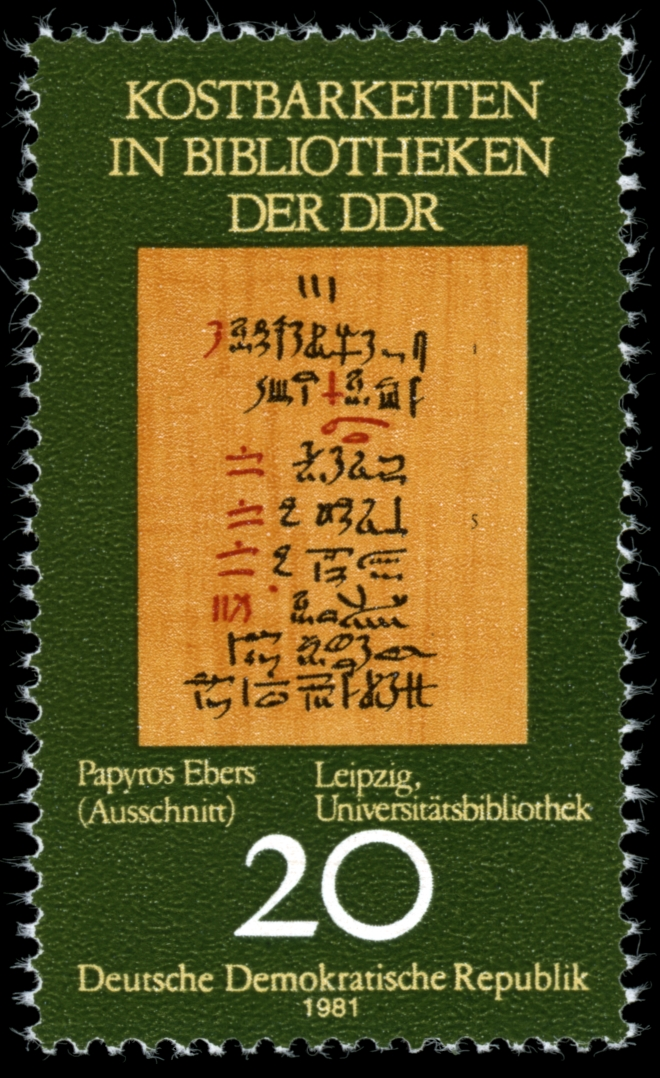
Le papyrus Ebers. Timbre-poste de la RDA.

Le manuscrit original est complet, en parfait état, et rédigé en hiératique d'une qualité exceptionnelle, et facilement lisible du début à la fin,.
Lors de la Seconde Guerre mondiale, le manuscrit est protégé dans le trésor de la Deutsche Bank de Leipzig, puis déplacé et mis à l'abri au Château de Rochlitz (Rochlitz, à soixante kilomètres au sud-est de Leipzig). Selon un témoignage anonyme publié en 1951, lorsque le manuscrit a été retrouvé en 1945, il ne se trouvait pas à l'intérieur du château, mais caché dans le chenil sous un tas d'immondices. Dix-sept pages sur cent-dix ont été perdues et quatre sont endommagées (bris du sous-verre de protection).
Le papyrus Ebers est toujours conservé à la bibliothèque universitaire de Leipzig. Comme pour tous les papyrus, les plus grandes menaces sont l'excès de lumière et d'humidité.
C'est l'un des plus longs documents écrits retrouvés de l'Égypte antique : le rouleau représente cent-dix pages (colonnes), il est long d'une vingtaine de mètres sur trente centimètres de large, en quarante-huit feuillets de quarante centimètres de long environ, collés de telle façon que le bord droit d'un feuillet recouvre le bord gauche de l'autre, le texte se lisant de droite à gauche.
Les titres et les quantités sont écrits à l'encre rouge, le reste en noir. L'auteur est inconnu, mais le texte apparait comme rédigé par un scribe unique et hautement qualifié. Il n'y a pas d'espace entre les mots (usage habituel), peu de fautes, et quelques mots manquants (oubliés) ont été ajoutés en marge, leur emplacement dans le texte étant indiqué par un X en rouge.
C'est l'ouvrage médical le plus important de l'Égypte ancienne, car il s'agit d'un guide présentant l'ensemble de la pathologie pour un médecin dans sa pratique quotidienne, avec les prescriptions correspondantes. « Nulle part ailleurs on trouvera autant de renseignements permettant de définir la pensée médicale de l'époque ».

## Datation
Le papyrus Ebers rassemble des textes de dates et d'origines différentes, que l'on peut répartir en groupes réunissant plusieurs paragraphes successifs. Il apparait comme une compilation de textes plus anciens à laquelle s'ajoutent de « nouvelles recettes ». Ce qui représente une longue tradition de connaissances empiriques et d'observations.
Il aurait été rédigé principalement au XVIe siècle, vers 1550 av. J.-C., ou pendant le règne d'Amenhotep Ier,,. Certains égyptologues donnent des dates plus récentes et citent plutôt le règne d'Amenhotep III au XIVe ou XVe siècle (date variable selon les égyptologues),.
En outre, le papyrus Ebers contient des informations sur la date de succession de Ramsès II au trône de l'Égypte. Ramsès II succède à son père vers 1304 ou 1279 - 1278,. La date est variable selon la façon dont on interprète la date sothiaque de ce papyrus.
La datation la plus récente se fonde sur le style d'écriture, la comparaison avec d'autres manuscrits similaires, et sur la présence d'un calendrier au verso mentionnant la neuvième année du règne d'Amenhotep Ier (dernier quart du XVIe siècle av. J.-C.). Une datation par le carbone 14, réalisée en 2014, confirme ces données (autour de -1500).

## Contenu
Le papyrus Ebers contient exactement 877 formules (recettes organisées en paragraphes de Eb.1 à Eb. 877). Il ne se présente pas comme un traité au sens moderne, mais plutôt comme un formulaire (liste de prescriptions) où les maladies sont le plus souvent nommées, ou décrites avec concision, plutôt que diagnostiquées.
Il comporte un prologue (Eb.1 à Eb.3) de formules magiques de protection ayant pour but de protéger le médecin des démons qui causent les maladies.
À partir d'Eb.4, commence la somme médicale proprement dite, que l'on peut répartir en trente-trois groupes, chaque groupe se composant d'une liste de recettes pour une même affection, ou un même genre d'affections. Dans l'exposé qui suit, l'expression « grand groupe » peut signifier aussi bien la longueur du texte, que son importance pour l'approche de la médecine égyptienne.

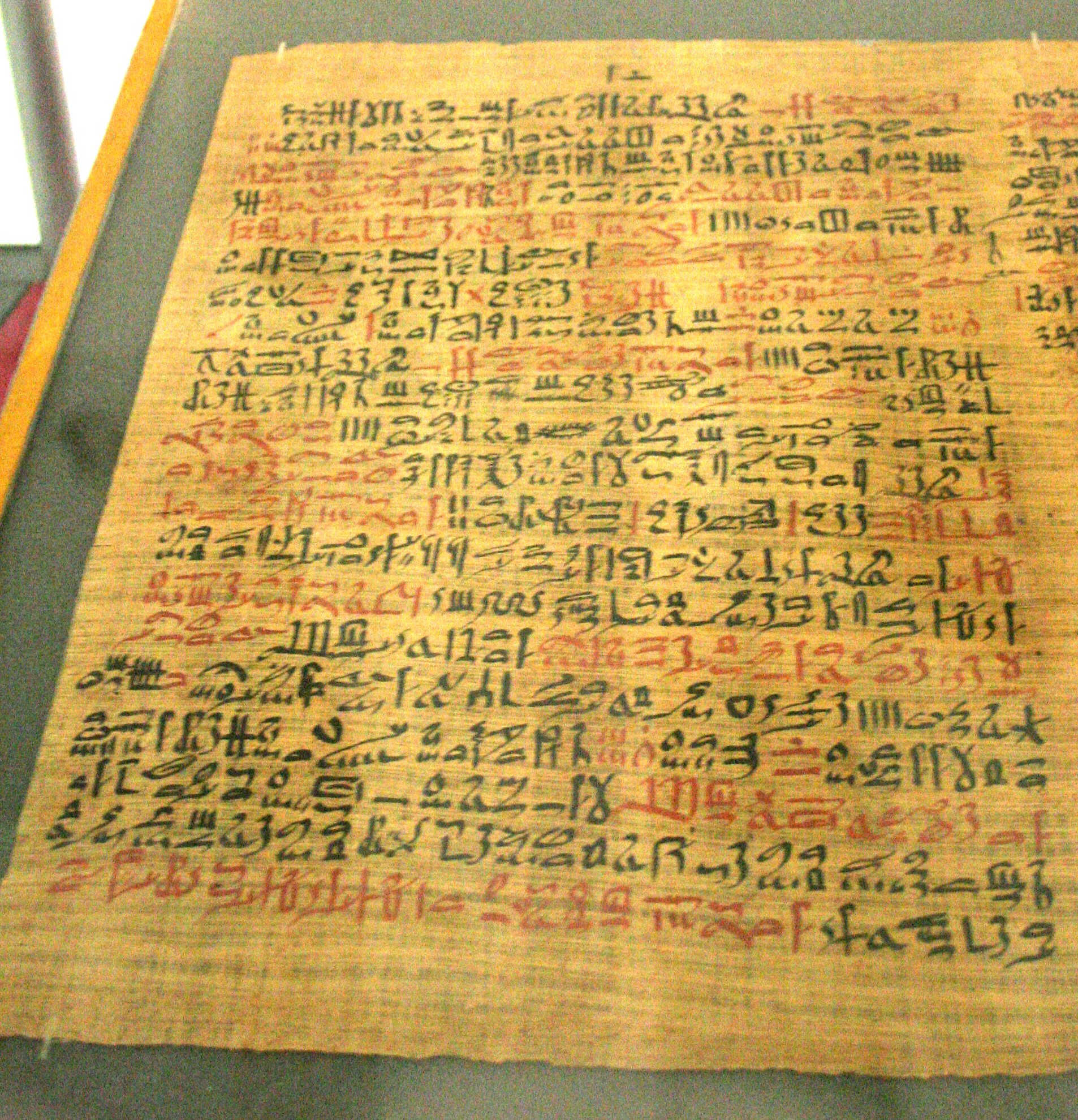
Le papyrus Ebers, page ou colonne 41 (Eb. 204 à 206).

Le grand groupe 1 (Eb.4 à 187) concerne les maladies de l'intérieur du corps, nomme les principales causes et les recettes correspondantes. On y trouve les diarrhées, la vermine intestinale, douleurs et brûlures à la défécation.
Le grand groupe 2 (Eb. 188 à Eb. 220) est consacré aux maladies de « l'entrée/ouverture de l'intérieur-ib », c'est-à-dire aux départs de l'ensemble des conduits du corps réunissant les organes (comme les entrées aéro-digestives).
Le groupe 3 (Eb. 221 à Eb. 241) concerne les maladies associées au cœur-haty ; groupe 4 (Eb.242 à Eb. 260) les onguents protecteurs et les maladies de la tête ; groupe 5 (Eb. 261 à Eb. 283) les affections de l'urine ; groupe 6 (Eb. 284 à Eb. 293) concerne l'alimentation.
Le groupe 7 (Eb. 294 à Eb. 304) est destiné à lutter contre les setet (êtres pathogènes circulants dans les conduits du corps) ; groupe 8 (Eb. 305 à Eb. 325) contre la sécrétion-seryt qui cause la toux ; groupe 9 (Eb. 326 à Eb. 335) contre les parasites-gehou responsables d'essouflements.
Le grand groupe 10 (Eb. 336 à Eb. 431) concerne les maladies des yeux.
Le groupe 11 (Eb. 432 à Eb. 436) concerne les morsures ; groupe 12 (Eb. 437 à Eb. 476) les soins capillaires ; groupe 13 (Eb. 477 à Eb. 481) les maladies du foie ; groupe 14 (Eb. 482 à Eb. 514) les brûlures, coups et cicatrices ; groupe 15 (Eb. 515 à Eb. 542) les plaies et hémorragies.
Le groupe 16 (Eb. 543 à Eb. 550) traite des formations et sécrétions pathologiques ; groupe 17 (Eb.551 à Eb. 555) des abcès-benout ; groupe 18 (Eb.556 à Eb. 591) des gonflements-chefout ; groupe 19 (Eb. 592 à Eb. 602) du sang qui mange et des substances qui rongent.
Le groupe 20 (Eb. 603 à Eb. 615) est consacré aux affections des jambes ; groupe 21 (Eb. 616 à Eb. 626) des doigts et des orteils.
Le grand groupe 22 (Eb. 627 à Eb. 696) concerne les conduits-met.
Le groupe 23 (Eb. 697 à Eb. 704) traite des affections de la langue ; groupe 24 (Eb. 705 à Eb. 738) de la peau et de la superficie du corps ; groupe 25 (Eb. 739 à Eb. 749) des dents.
Le groupe 26 (Eb. 750 à Eb. 756) traite des maladies pestilentielles et démons ; groupe 27 (Eb. 757 à Eb. 760) de l'atteinte du côté droit par la substance-rouyt ; groupe 28 (Eb. 761 à Eb. 763) atteintes par l'exsudat-rech.
Le groupe 29 (Eb. 764 à Eb. 782) traite des atteintes des oreilles.
Le groupe 30 (Eb. 783 à Eb. 839) est consacré aux remèdes pour la femme.
Le groupe 31 (Eb. 840 à Eb. 853) concerne les remèdes pour la maison (se protéger des animaux indésirables).
Le grand groupe 32 (Eb. 854 à Eb. 856) se compose du « Traité du cœur » et du traité sur les oukhedou (substances pathogènes circulantes).
Le grand groupe 33 (Eb. 857 à Eb. 877) représente le « Traité des tumeurs ».

## Protections magiques
Le prologue du papyrus Ebers comporte plusieurs rituels de protection. Il s'agit d'invocations ou de prières à réciter avant de toucher le malade, de mettre en place une médication, un pansement, ou d'enlever ce pansement.

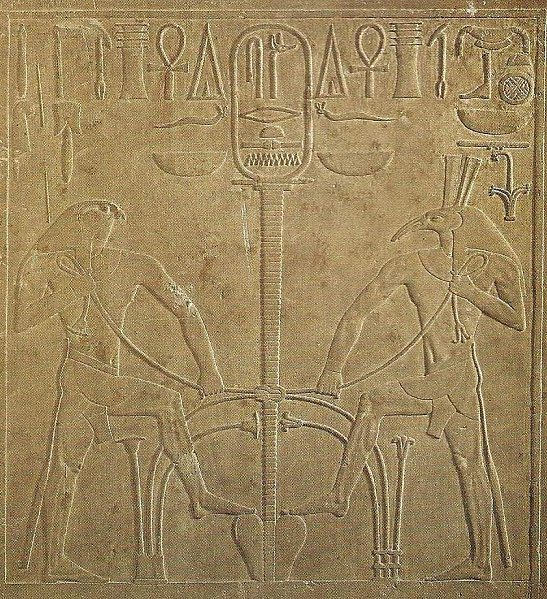
Horus et Seth, dieux opposés et complémentaires

Ces textes sont rédigés à la première personne, ils ont été interprétés comme à prononcer par le patient ou par le médecin au nom du patient, mais selon Bardinet, ils étaient prononcés par le médecin pour sa propre protection.
Le médecin invoque des dieux protecteurs, principalement Rê, Isis et Horus, contre des forces maléfiques (démons) ou contraires (le dieu Seth). Selon Bardinet, le médecin cherche à s'identifier de façon magique à Horus dans sa lutte mythique contre Seth, en s'adressant directement à Isis, mère protectrice d'Horus.« L'activité médicale quotidienne reproduira finalement le conflit sans cesse renouvelé entre Horus et Seth, entre le monde organisé et le monde désorganisé et sauvage ».
Le malade est lui-même assimilé aussi à Horus, mais à Horus enfant incapable de se défendre, alors que le médecin est Horus adulte et agissant. Le médecin et son malade sont donc proches et combattent ensemble. Selon le Grundriss, le médecin est le substitut magique du patient, Bardinet est en désaccord avec cette interprétation, car « jamais le médecin ne prend sur lui la maladie de son patient ».
Des rituels magiques se retrouvent dans d'autres parties du papyrus, notamment lors de situations difficiles ou dangereuses. Ces prières se réfèrent à des combats mythiques, répétés chaque jour, comme ceux de l'équipage de la barque solaire. Le médecin peut aussi être agressif, lançant des imprécations contre les démons et êtres maléfiques pour désorganiser leur monde néfaste.

## Connaissances médicales

### Approches diverses
Les différentes traductions du papyrus Ebers impliquent des interprétations diverses, notamment sur les dénominations anatomiques et pathologiques, noms d'animaux, plantes et minéraux. Tous les termes égyptiens n'ont pas de terme moderne correspondant. Les premières versions, comme celle d'Ebbell 1937, qui prétendent apporter à chaque terme égyptien une identification précise sont considérées comme dépassées par les égyptologues modernes. Ces anciennes versions restent encore assez souvent citées.
À l'inverse, et pour la même raison, des auteurs comme Gustave Lefebvre ont considéré que les connaissances des Égyptiens étaient imprécises ou peu élaborées. Selon Bardinet, ces connaissances sont simplement différentes et doivent être étudiées autrement, c'est-à-dire dans leur contexte. Bardinet donne l'exemple, en ce qui concerne l'anatomie, du vocabulaire technique actuel de la boucherie (comme la découpe du bœuf) qui représente bien un savoir précis et adapté à la pratique d'utilisation.
Une autre approche consiste à chercher des analogies entre la médecine égyptienne et la médecine grecque, avec l'idée d'une influence de la première sur la seconde, ce qui reste hypothétique. Des concepts grecs (comme phlegme, miasme...) servent alors d'approche des termes égyptiens. Selon Bardinet, les défauts sont les mêmes que ceux par identifications modernes : la pensée médicale égyptienne est diluée dans un contexte qui n'est pas le sien, pour apparaître comme approximative, voire enfantine,.
Les interprétations médicales du papyrus Ebers sont faites dans deux buts différents : « comprendre de l'extérieur », approcher la réalité pathologique de l'Égypte ancienne (confrontation du texte avec d'autres données historiques et le savoir actuel), et « comprendre de l'intérieur », approcher la pensée médicale égyptienne (dans ce cas, le diagnostic moderne exact a moins d'importance).
Selon Bardinet, il ne faut pas confondre le fait qu'une situation puisse, de façon plus ou moins plausible, correspondre à un diagnostic moderne (par exemple lèpre, cancer, infarctus du myocarde...) avec l'idée fausse que les médecins égyptiens en avaient déjà l'idée moderne. Ici la recherche et l'énoncé d'un diagnostic rétrospectif précis introduit des idées étrangères en médecine égyptienne.

### Représentations anatomiques et physiologiques
Les éléments constitutifs du corps ne sont pas considérés comme ayant des propriétés intrinsèques, ils sont le jouet de forces supérieures d'origine divine. Les éléments du corps (substances, liquides, souffle...) proviennent d'un univers liquide primitif, le Noun. Tous les dieux et êtres de la création en sont issus, par des processus de génération, de vie et de mort. Il s'agit de processus de liaisons, nourriciers et générateurs (sang nourricier, lait, semence...), opposés aux processus de dilutions, de blocage, ou de destruction (sang qui mange, substances rongeantes...). Ces processus sont eux-mêmes considérés comme des êtres vivants.
Dans le papyrus Ebers, les principaux concepts concernant la structure et le fonctionnement du corps sont le cœur-haty (l'organe cœur et ses gros vaisseaux, ce qui est central et devant), l'intérieur-ib (ce qui remplit le shet, le creux du corps correspondant à la cavité thoracique et abdominale, et qui se prolonge dans les membres). Le cœur-haty est le siège de la conscience, de la volonté qui réalise les désirs, en étroit rapport avec l'intérieur-ib siège des sensations et émotions.
L'entrée/ouverture de l'ib, ou ro-ib représente l'estomac, la voie digestive supérieure. Est appelée ât toute partie du corps qui porte un nom. Selon Grapow et Lefebvre, les embaumeurs et médecins disposaient d'une centaine de mots pour désigner les différentes parties du corps.
Le corps est parcouru par des conduits-met ayant une paroi propre où circulent les liquides corporels, les substances nourricières et le souffle vital. En Égypte ancienne, le corps humain « est un corps animé et non une âme incarnée ».

### Entités pathogènes principales
La maladie est liée à des interventions divines directes. Elle vient le plus souvent du dehors, sous la forme d'un démon, d'un mort (défunt), d'un souffle néfaste, d'« êtres-substances » animées qui pénètrent le corps, notamment par ses orifices.
La maladie se manifeste par des déplacements et fausses routes, obstacles divers à la circulation naturelle des liquides et sécrétions corporelles. La maladie est une lutte entre les souffles animateurs de liaison-formation et des souffles perturbateurs de dissolution-désorganisation. Cette lutte se déroule le plus souvent dans les conduits-met qui peuvent être trop rigides ou bloqués, usés ou distendus,.
Selon Bardinet, ce contexte divin ou magique n'a pas empêché l'émergence d'une réflexion médicale, basée sur l'observation quotidienne de phénomènes répétitifs, à la recherche d'une « logique » réunissant des faits (réalité pathologique) avec une spéculation médicale, pour construire une pratique. « On a bien là des écrits rédigés par des médecins, à l'usage d'autres médecins ».

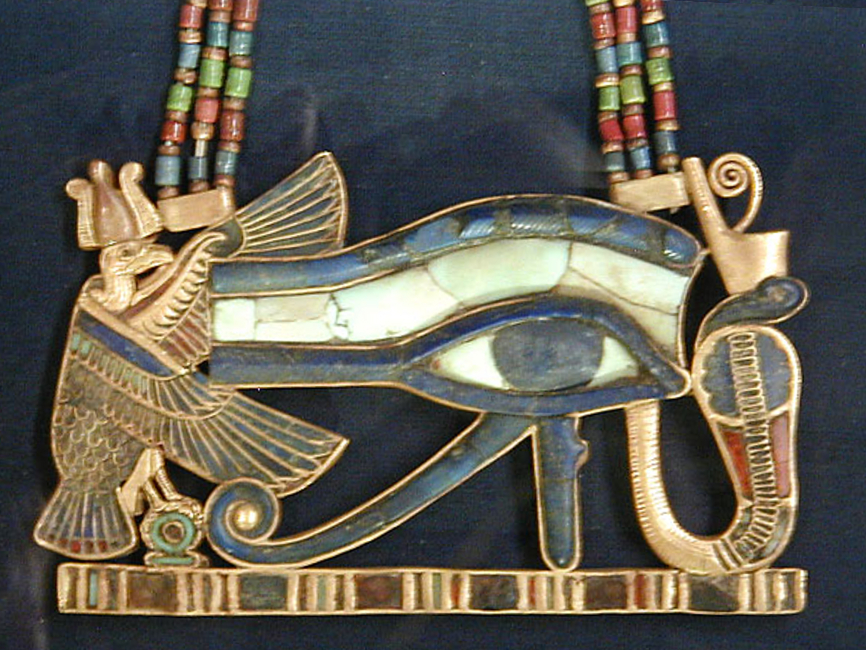
Une amulette de protection contre les maladies : l'œil d'Horus ou œil oudjat en pendentif (Musée égyptien du Caire).

Le papyrus Ebers mentionne quatre grands facteurs pathogènes circulants :
Le âaâ est un liquide corporel qui semble faire référence à l'eau du Nil, comme elle c'est un liquide fertilisant, une semence. Dans les cas pathologiques, le âaâ est un fluide émis par les corps des démons, susceptible de se transformer en d'autres substances « parasites » (substances pathogènes vivantes).
Les setet sont des substances vivantes de décomposition qui s'évacuent par le bas-ventre, mais qui peuvent provoquer par leur mort ou leur blocage, des douleurs, vomissements, écoulements des orifices de la tête.
Les oukhedou seraient l'émanation pathogène de la force vitale des excréments. C'est une substance corporelle qui s'oppose au sang nourricier, et qui peut s'associer à lui, pour l'inverser en sang rongeant, en sang qui mange. Les oukhedou seraient à l'origine de la formation du pus et des phénomènes putrides.
Les ouhaou seraient issus des oukhedou, provenant de l'intérieur ils se manifestent à l'extérieur du corps, notamment par inflammation de la peau.

### Le traité du cœur
Le papyrus contient un « traité du cœur » représenté par le passage Eb. 854 à Eb. 856. Il débute par trois titres successifs : « Secret du médecin. Connaitre les déplacements du cœur-haty. Connaitre le cœur-haty ».

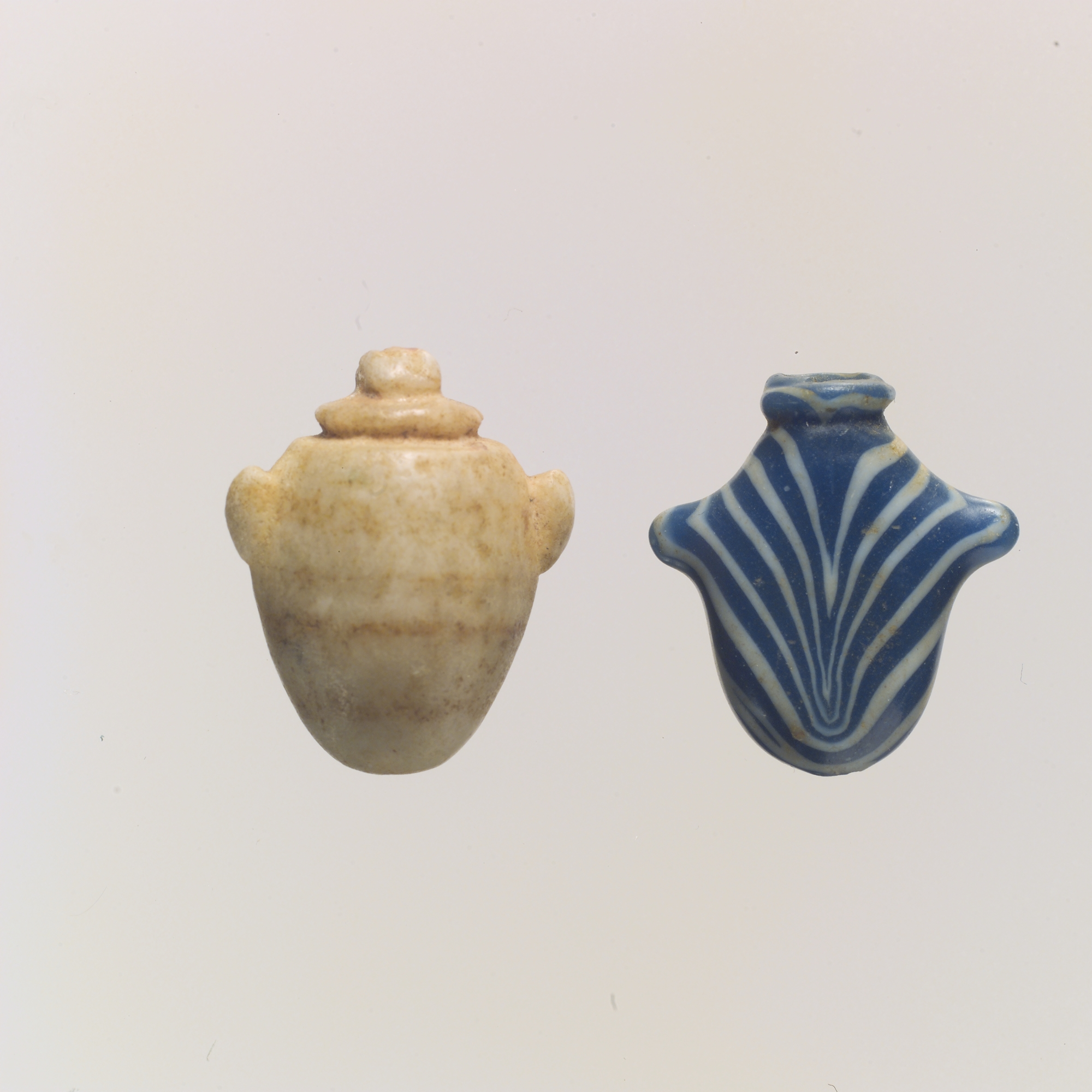
Amulettes égyptiennes en forme de cœur, ou. Metropolitan Museum of Art.

Les interprétations diffèrent selon les auteurs. Pour les uns (auteurs anciens), on aurait affaire à un traité traitant d'anatomie (connaitre le cœur) et de physiologie (connaitre la marche, le fonctionnement du cœur). Ces auteurs notent que le cœur est le centre d'irrigation du sang, avec des vaisseaux attachés à tous les membres du corps, et que le médecin égyptien palpe les parties du corps et conduits-met pour examiner les battements, prendre le pouls, voire le compter,.
Pour d'autres auteurs (modernes), il ne s'agit pas seulement de l'organe-cœur au sens moderne, mais d'un cœur-haty égyptien susceptible de se déplacer (de changer de position). Il s'agirait alors d'un traité de diagnostic médical visant à établir la position et l'atteinte du cœur-haty. La prise du pouls est aussi reconnue, mais il ne s'agit pas de le compter, mais de « prendre une mesure » (évaluer) un état de maladie. La palpation s'intègre dans un bilan global qualitatif visant à évaluer la nature et l'étendue du mal dans tout le corps.
Le cœur est décrit dans ses rapports avec l'intérieur-ib. À l'état normal, il est en position parfaite et stable sur son support fixe (le meket), en état de maladie il peut se mettre à danser, à battre des ailes, se cogner aux parois, ou à chuter en s'enfonçant dans la profondeur. Le cœur-haty « parle devant chaque conduit-met de chaque endroit du corps » ,.
Ce traité énumère des conduits-met qui partent des orifices de la tête pour rejoindre le cœur-haty. De là ils se dirigent vers l'intérieur (intérieur-ib) et les quatre membres, pour se rassembler au niveau de l'anus. Le « traité du cœur » ne serait pas vraiment un « livre de cardiologie » mais plutôt un « livre des chemins » des entités pathogènes.

### Le traité des tumeurs

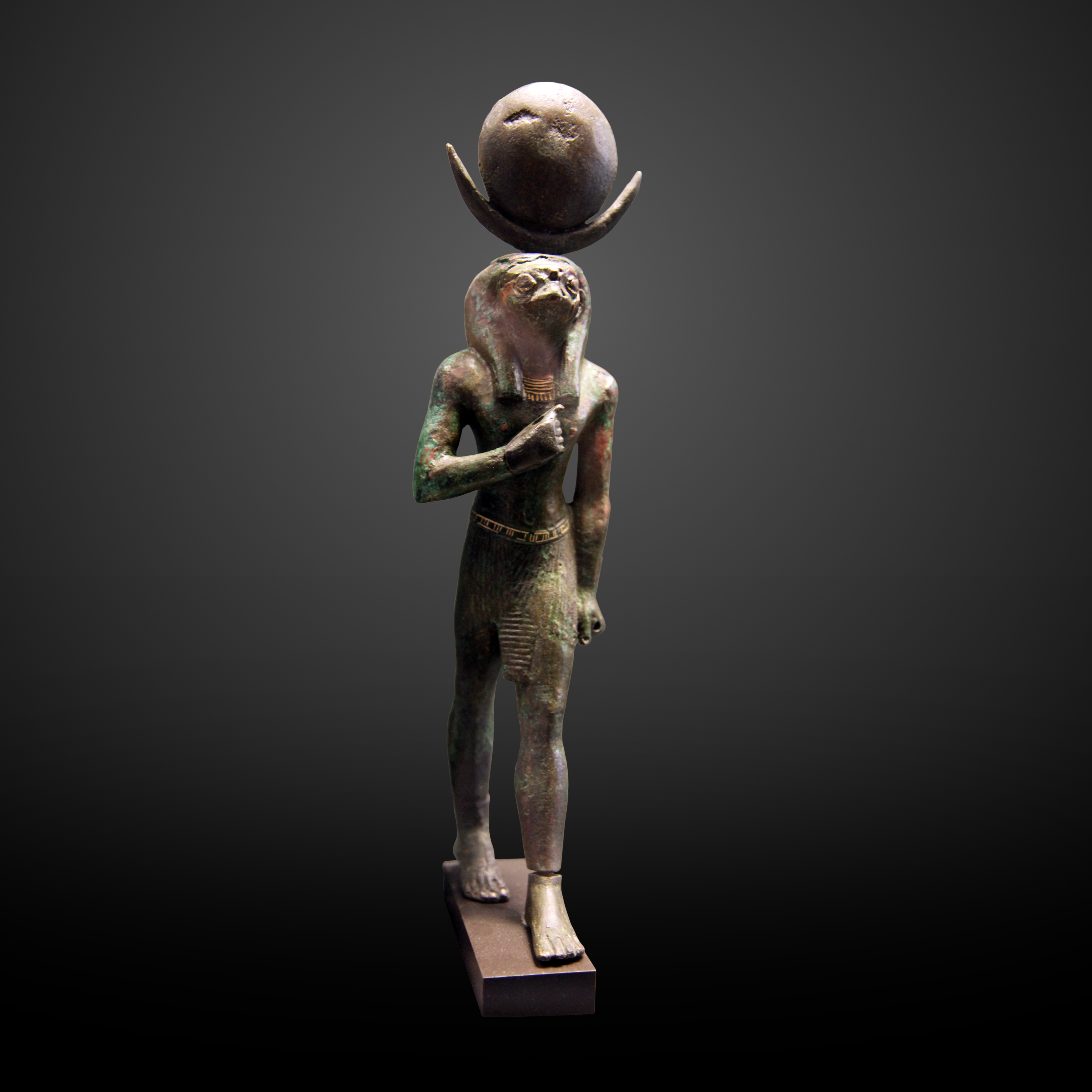
Le dieu Khonsou, couronné du disque lunaire (Musée du Louvre). Khonsou est un dieu guérisseur ou massacreur.

Ce traité est représenté par le passage Eb. 857 à Eb. 877. « C'est l'un des plus grands textes de la médecine égyptienne, et aussi l'un des textes les plus difficiles à interpréter ». Il établit une sorte de diagnostic différentiel entre différents types d'abcès et de tumeurs par leur contenu : ce qui est rempli de pus et ce qui est rempli d'autre chose. Les tumeurs sont distinguées par leur couleur, leur fermeté (dure, molle...), leur mobilité ou fluctuation (littéralement « qui roule sous les doigts »), leur chaleur, la présence de douleur,.
Selon les cas, le traitement consiste en onguent, en chirurgie (« traitement au couteau »), ou en abstention thérapeutique (« ne prépare aucune chose contre cela »).
Les gonflements et tumeurs remplies de pus sont appelés gonflement-henhenet. Le pus est fabriqué de l'intérieur par une substance rongeante oukhedou qui se rassemble à l'extérieur dans une « poche » (âat). Le pus dérive d'une sécrétion montante à partir de la digestion (ce qui était destiné à la formation de la chair a été transformé en pus).
Les autres tumeurs sont dites emplies de « graisse », de « chair superficielle », de « comme quelque chose gonflé d'air », de liquide ou diverses substances. Par exemple, des tumeurs emplies d'oukhedou se manifestent aux extrémités du corps, celles de substance-sefet font référence à un goudron d'origine végétale, évoquant une nécrose ou une gangrène .
Les tumeurs les plus redoutées sont « celles formées par le dieu Khonsou ». Le texte indique « c'est quelque chose d'ensorcelé qui est devant ta face », se présentant en poches multiples et qui fabrique des sécrétions-shepaou contre lesquelles on ne peut rien. Le papyrus se termine sur la grosseur-ânout « formée par les massacres du dieu Khonsou », lorsqu'elle est multiple et chaude, on ne peut rien, sinon elle peut être guérie.

## Interprétations pathologiques
Le papyrus Ebers se compose principalement d'une liste de formules, et le plus souvent, la concision du texte mentionnant les affections ne permet guère de diagnostics rétrospectifs. La plupart des interprétations s’appuient sur celles d'Ebbell en 1937, mais plusieurs ne sont plus admises, ou considérées comme à peine plausibles. En règle générale, les hypothèses sont acceptées quand elles sont compatibles avec d'autres données historiques, comme celles de paléopathologie des momies égyptiennes.

### Affections digestives et thoraciques
La somme médicale du papyrus Ebers débute par ce qui paraît être une pathologie digestive : diarrhées, dont les diarrhées sanglantes, constipation et obstructions diverses... Une grande place est accordée aux maladies ano-rectales. La mention de ce qui pourrait être un cancer de l'estomac est douteuse, alors que les tableaux de cholécystite, occlusions intestinales, hémorragies digestives apparaissent comme plausibles. Plusieurs recettes « pour soigner le foie » sont listées, mais sans aucune description clinique correspondante.
À cette pathologie digestive peut s'associer une pathologie thoracique représentée par « l'oubli, la fuite, ou la piqûre du cœur » qui représenterait des palpitations et douleurs précordiales. Un passage (Eb. 191) a été interprété comme une angine de poitrine, manifestation d'un infarctus du myocarde : « Si tu procèdes à l'examen d'un homme atteint à l'entrée de l'intérieur-ib ; et il est atteint dans le bras, à la poitrine, et (sur) un côté de l'entrée-de l'intérieur-ib ; et on dit (=les gens disent) à ce sujet ; « c'est la (maladie) verte ! » (= diagnostic populaire) Tu devras dire à ce sujet : « C'est (quelque chose) qui est entré dans la bouche, c'est un mort qui le parcourt. » Selon Bardinet, la description peut correspondre, mais l'auteur égyptien n'a pas d'idée d'une maladie cardiaque : il s'agit d'un problème de conduit parcouru par un mort. La recette qui est donnée vise à fortifier le malade et à faire évacuer cette douleur par l'anus.

### Affections urinaires et parasitaires
La pathologie urinaire est représentée par la substance-chepen qui cause le pus dans les urines. Les autres troubles paraissent être la rétention d'urine, l'énurésie, la cystite. Des passages concernant « un trop-plein d'urine qui s'échappe » ont fait évoquer une polyurie par diabète sucré.
La maladie par âaâ avec urines rouges serait la bilharziose. L'importance de l'affection serait indiquée par le nombre de recettes (une vingtaine). La présence de la maladie en Égypte ancienne est certaine et extrêmement répandue, détectée dans près de la moitié des momies testées,, mais il est difficile de savoir ce que les Égyptiens en connaissaient,. Selon Bardinet, la fréquence de l'hématurie parasitaire était telle qu'elle indiquait moins une maladie qu'un type humain particulier, ceux habités par ou en relation avec un dieu, ici le dieu Seth, référence de la couleur rouge.
Plusieurs vers intestinaux sont mentionnés, dont le ver-hefat, le ver-pened... Leur identification exacte reste discutée, mais compte tenu des autres données historiques, ils pourraient représenter l'ankylostome, l'ascaris ou le Taenia saginata,,.
Par ailleurs, la mention de dracunculose est possible, en réunissant deux passages (Eb.617 et Eb. 876), mais plus par son existence démontrée en Égypte antique que par la clarté du texte. Selon Bardinet, Eb. 617 serait un problème de myase, et les « 7 nœuds » de Eb. 876 une conjuration magique, plutôt qu'une allusion au traitement traditionnel (voir section exemples de recettes).

### Affections oculaires et ORL

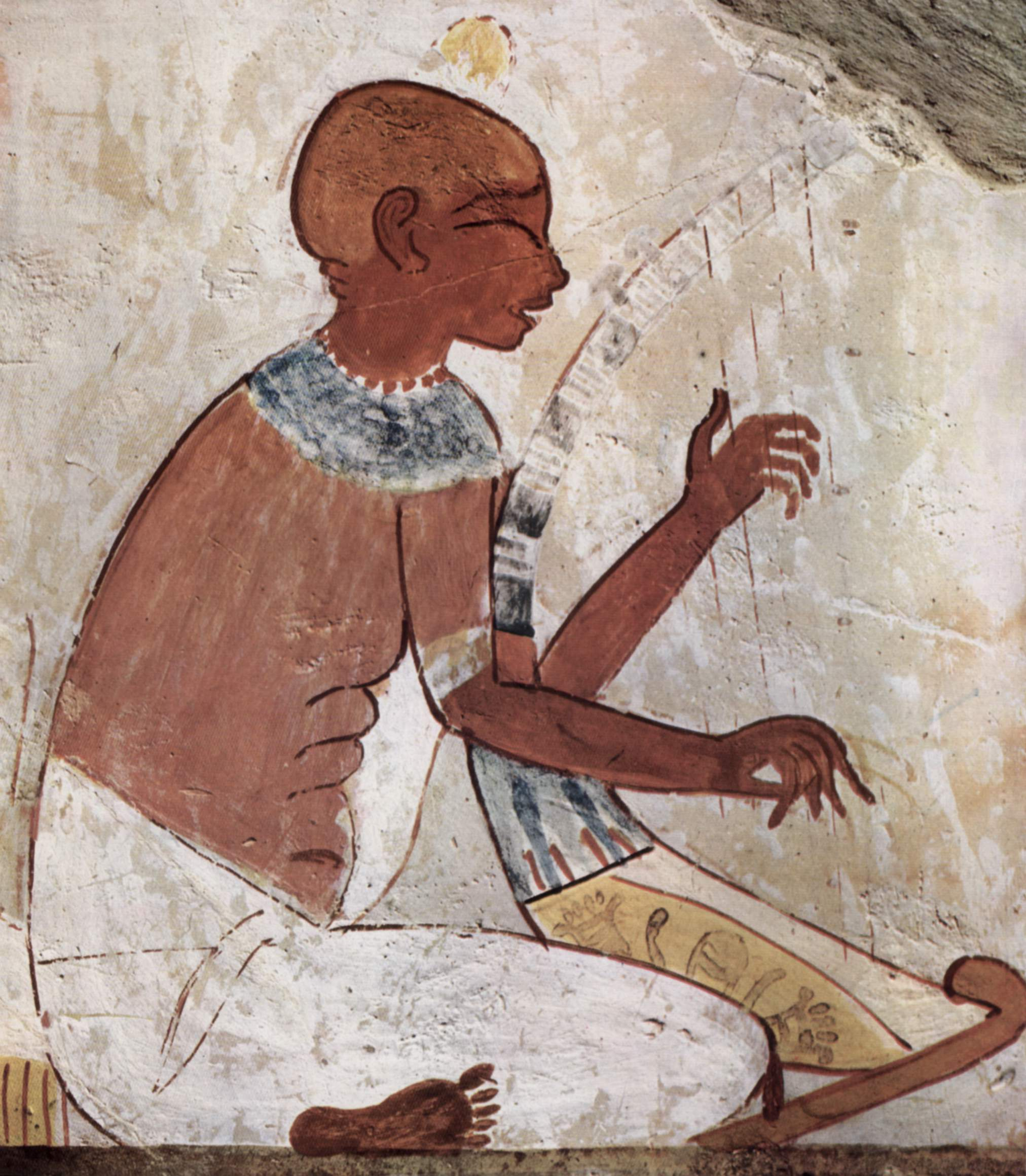
Harpiste égyptien, interprété comme aveugle. Tombe de Nakht, Thèbes, vers 1422-1411 av. J.-C.

Un important passage est consacré aux maladies des yeux : une centaine de recettes sont présentées comme destinées à combattre les agents de ces maladies. Selon Bardinet, il est toujours difficile de faire correspondre les mots égyptiens avec la réalité ophtalmologique (termes modernes), mais les Égyptiens ont pris note de ce qu'ils pouvaient observer dans les yeux (eau, pus, sang, substances nocives, êtres néfastes...). Des commentateurs ont reconnu la conjonctivite, la blépharite, l'orgelet, l'ectropion, le chalanzion, la taie cornéenne, etc.,,.
La cataracte serait désignée sous l'expression « montée d'eau dans les yeux », au motif que les latins ont utilisé le terme suffusio pour la désigner, mais l'opération de la cataracte n'est pas mentionnée (elle a été introduite en Égypte à l'époque hellénistique).
Un passage indiquant des « sécrétions de l'utérus dans les yeux » a été interprétée comme une infection à gonocoques (irritis gonococcique), ce qui a été contesté par d'autres, les historiens étant en désaccord sur la présence de cette affection dans l'Antiquité.
En revanche, les manifestations indiquant un trachome apparaissent plausibles, car son caractère historique et très répandu en Égypte pharaonique est largement accepté, notamment comme une cause principale de cécité. Il existe de nombreuses représentations égyptiennes de musiciens aveugles, surtout des harpistes, dont l'œil n'est figuré que par un trait ou dont le globe oculaire est dépourvu d'iris,,.
Le fait que des recettes puissent contenir du foie de bœuf (vitamine A) indiquerait un traitement de l'héméralopie,,.
Les atteintes par l'exsudat-rech représenteraient des atteintes ORL, car cela rend douloureux les « sept trous de la tête » (bouche, narines, yeux, oreilles), ce qui évoque sinusites, rhinites, otites... La surdité est attribuée à un démon-coupeur ou heseq qui interrompt les conduits de l'audition.
Les passages consacrés aux affections de la bouche et des dents ne proposent pas un classement ordonné des lésions, mais elles sont suffisamment variées pour y voir un ensemble de maladies parodontales (caries et usures dentaires, abcès et infections bucco-dentaires, gingivites...) parfois en rapport avec une « substance rongeante »,.
Dans un tel contexte, le papyrus Ebers a eu la réputation d'être l'un des premiers textes de l'histoire à décrire le scorbut. Toutefois ce diagnostic reste improbable, car non confirmé par des données de paléopathologie. Les maladies parodontales retrouvées (momies égyptiennes) sont fréquentes, mais attribuées à une altération de la flore buccale, ou à la mauvaise qualité des farines de l'Antiquité qui contenaient des particules minérales provenant des meules ou des mortiers de pierre (parfois l'ajout était volontaire pour obtenir une farine plus fine). Les consommateurs de ces farines étaient exposés à une usure prématurée des dents.

### Affections gynécologiques

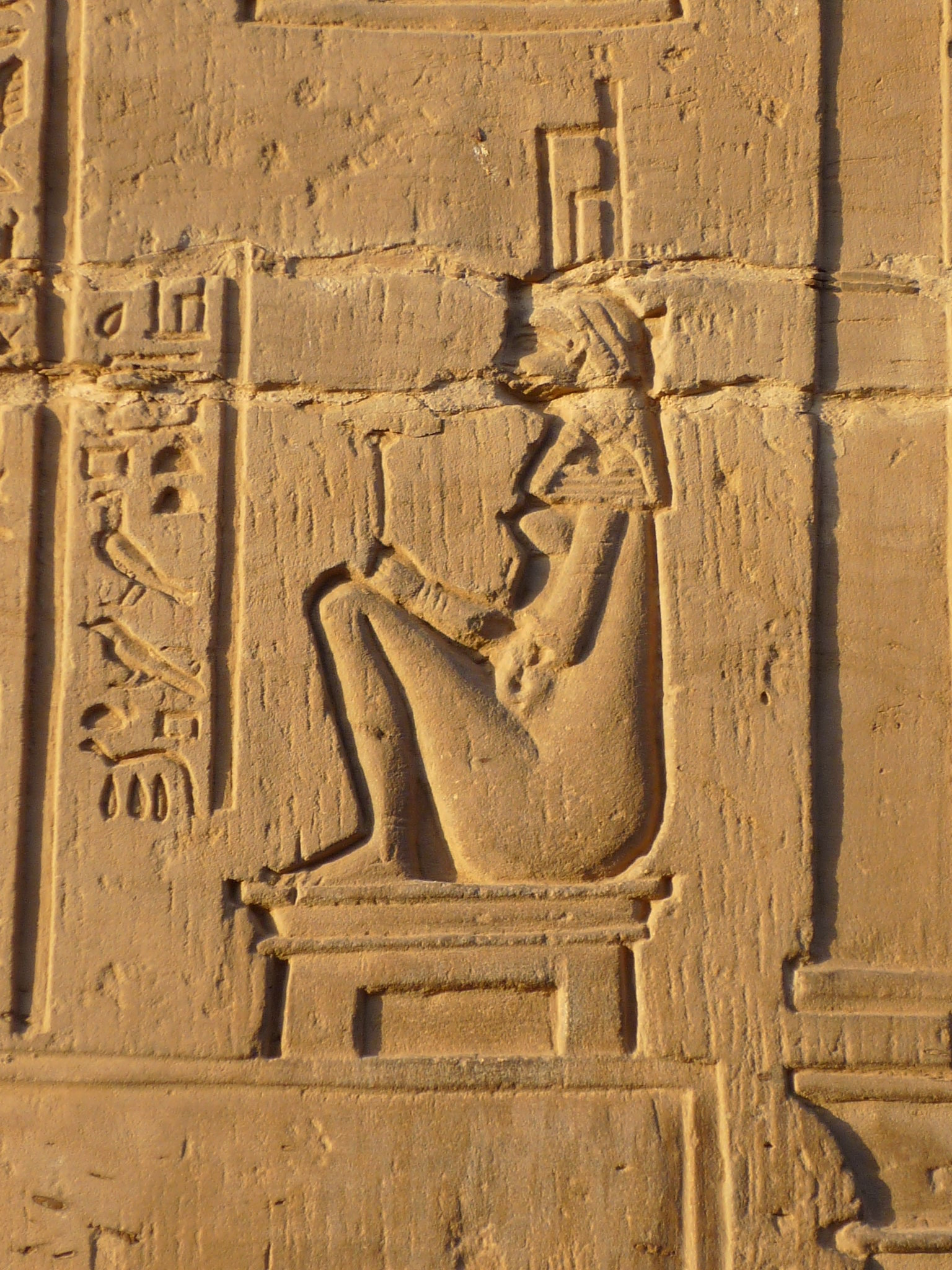
La déesse Nephtys en position sur sa « brique d'accouchement », Temple de Kom Ombo.

Le papyrus Ebers accorde une bonne place aux troubles des règles : aménorrhée et dysménorrhée. Le prolapsus de l'utérus est mentionné. Des recettes sont données contre des états inflammatoires de la vulve, vaginite, endométrite. Les sensations de brûlures ou la perception d'odeurs ont fait l'objet d'interprétations microbiologiques. Des commentateurs ont vu le cancer de l'utérus, dont l'existence devait être probable, mais difficile à confirmer. Il en est de même pour le cancer du sein, dont il n'existe pas de mention claire.
Une recette contraceptive, sous forme de pessaire, est donnée « pour ne pas avoir d'enfant pendant un, deux ou trois ans » (Eb. 783).
Une vingtaine d'autres (préparations vaginales, ovules, fumigations...) sont destinées à faciliter l'accouchement et l'expulsion du placenta. Les femmes égyptiennes accouchaient sur une « brique d'accouchement ». La recette Eb. 789 précise que la médication doit imprégner « la brique revêtue d'étoffe », selon Bardinet, « ce petit texte nous apprend au passage qu'on avait bien pensé à la rembourrer ».
D'autres recettes concernent les atteintes du sein et les troubles de l'allaitement. Une formule magique, dite « conjuration du sein », est donnée (Eb. 811) : « « Ceci est le sein où fut atteinte Isis dans le marais de Chemmis quand elle mit au monde Shou et Tefnout. Ce qu'elle fit, fut de conjurer les seins avec la plante-iar, avec une gousse de la plante-seneb, avec la partie-bekat du jonc, tout cela pour chasser l'action d'un mort, d'une morte et ainsi de suite. Ce sera préparé sous la forme d'une bande tournée à gauche qui sera placée à l'endroit de l'action du mort ou de la morte (avec les mots suivants) : Ne provoque pas d'évacuation ! Ne fabrique pas de substances qui rongent ! Ne produit pas de sang ! Prends garde que ne se développe l'obscurité contre les humains ! Paroles à dire sur [chacun des ingrédients déjà cités] et sur la bande tournée à gauche, à laquelle sont faits sept nœuds ». »
L'enfant est rarement mentionné. On trouve des pronostics sur le sort du nouveau-né tels que « Si l'on entend sa voix plaintive, cela veut dire qu'il mourra. S'il place son visage en direction du sol, cela veut dire encore qu'il mourra »(Eb. 839). Une recette est donnée contre les pleurs et cris incessants (Eb. 782).
On trouve aussi une recette contre le saignement après circoncision (voir section exemple de recettes). La momie du prince Sipaari ou Ahmès-Pairy (Nouvel Empire) alors âgé de cinq ou six ans, portait des traces de circoncision.

### Tumeurs et tuméfactions
Le traité des tumeurs a été largement interprété. Les tumeurs liées aux conduits-met seraient des anévrysmes. Des auteurs proposent des diagnostics pour chaque paragraphe : écrouelles, hernie inguinale, varices, tumeur kystique, tumeur polypoïde, etc. La présence de cancer ou tumeur néoplasique peut être déduite de façon indirecte, mais il n'y a pas d'indication claire de malignité, à l'exception des tumeurs du dieu Khonsou.
Des états de gonflements liquidiens, plus ou moins généralisés ont été interprétés comme équivalents au diagnostic historique d'une hydropisie (terme médical obsolète) correspondant à des œdèmes ou des épanchements (par exemple une ascite) liés à des états d'insuffisance cardiaque, hépatique ou rénale, ou parasitaires ou de malnutrition.
La grosseur-ânout par « massacre du dieu Khonsou » serait une mention de lèpre, ce diagnostic proposé par Ebbell en 1937, n'est plus admis par les auteurs plus modernes, par confrontation avec les autres données historiques, notamment de paléopathologie.

### Affections pestilentielles et autres
Les pestilences survenant à certaines périodes sont attribuées à des démons-nesyt ou « un souffle morbide qui passe ». Le papyrus Ebers propose des recettes de protection, comme celle-ci (Eb. 756) : « Autre (remède) : testicules d'un âne nouveau-né. Ce sera broyé finement, mis dans du vin et bu par l'homme. Alors il (le démon-nesyt) devra s'enfuir immédiatement. » Ici, l'âne serait un animal séthien, dont les testicules représentent la semence redoutable du dieu qui chasse les démons.
Plusieurs affections cutanées d'allure inflammatoire sont mentionnées sous le terme, entre autres, de kakaout. Ce terme a subsisté en copte pour signifier « pustule, ampoule », des auteurs le rapprochent de l'arabe kalkal « se gonfler, se remplir d'air ».
Ces affections ont été interprétées comme érysipèle (infection à streptocoques), anthrax (infection à staphylocoques). D'autres ont aussi vu herpès, zona, variole etc. Autant de diagnostics qui ne seraient que des « suggestions provisoires ».
Par ailleurs des onguents protecteurs pour guérir les maux de tête et prévenir les récidives évoquent l'existence de migraines. Les tremblements sont attribués à des substances-setet ou à des substances-daout qui bloquent les conduits-met. Une recette contre le tremblement des doigts vise à « chasser (les substances qui causent) le tremblement et qui se trouve dans les doigts ».

### Affections mentales
Les désordres mentaux sont mentionnés dans le « livre des cœurs », tels que la surdité et la colère pathologique par « affaissement des conduits-met », ou usure de ces conduits avec l'âge, ce qui a été interprété comme une dépression, une démence, ou une maladie de Menière. Ces mentions suggèrent que les Égyptiens ne faisaient pas de distinction de principe entre les maladies mentales et les maladies physiques.

## Pharmacopée

### Difficultés
Le papyrus Ebers mentionne plusieurs centaines de substances, mais pour les égyptologues modernes, 70 à 80 % de ces ingrédients n'ont pas été identifiés. Il est donc très difficile de reproduire les prescriptions. De même, cette absence de détermination exacte ne permet guère d'en déduire le mode d'action présumé (réalité pharmacologique au sens moderne).
La pharmacopée égyptienne de l'époque faisait appel à des substances minérales, végétales et animales, dont les dénominations ne correspondent pas nécessairement à un équivalent moderne. Par exemple, pour les substances végétales, les Égyptiens n'avaient pas la notion moderne d'espèce. Une plante reconnue par les Égyptiens est une plante intégrée dans une « unité phytosociologique » correspondant à une utilisation particulière, ou à un savoir différent (catégories végétales, ou d'éléments de végétaux, propres aux Égyptiens). Dans le cas des noms de gommes et de résines, les égyptologues modernes ont renoncé à l'idée qu'un nom égyptien désigne une seule substance et son producteur. Les Égyptiens ne cherchaient pas une « origine botanique », mais des « qualités » correspondant à leurs croyances « phytoreligieuses ».

### Substances plus ou moins identifiées

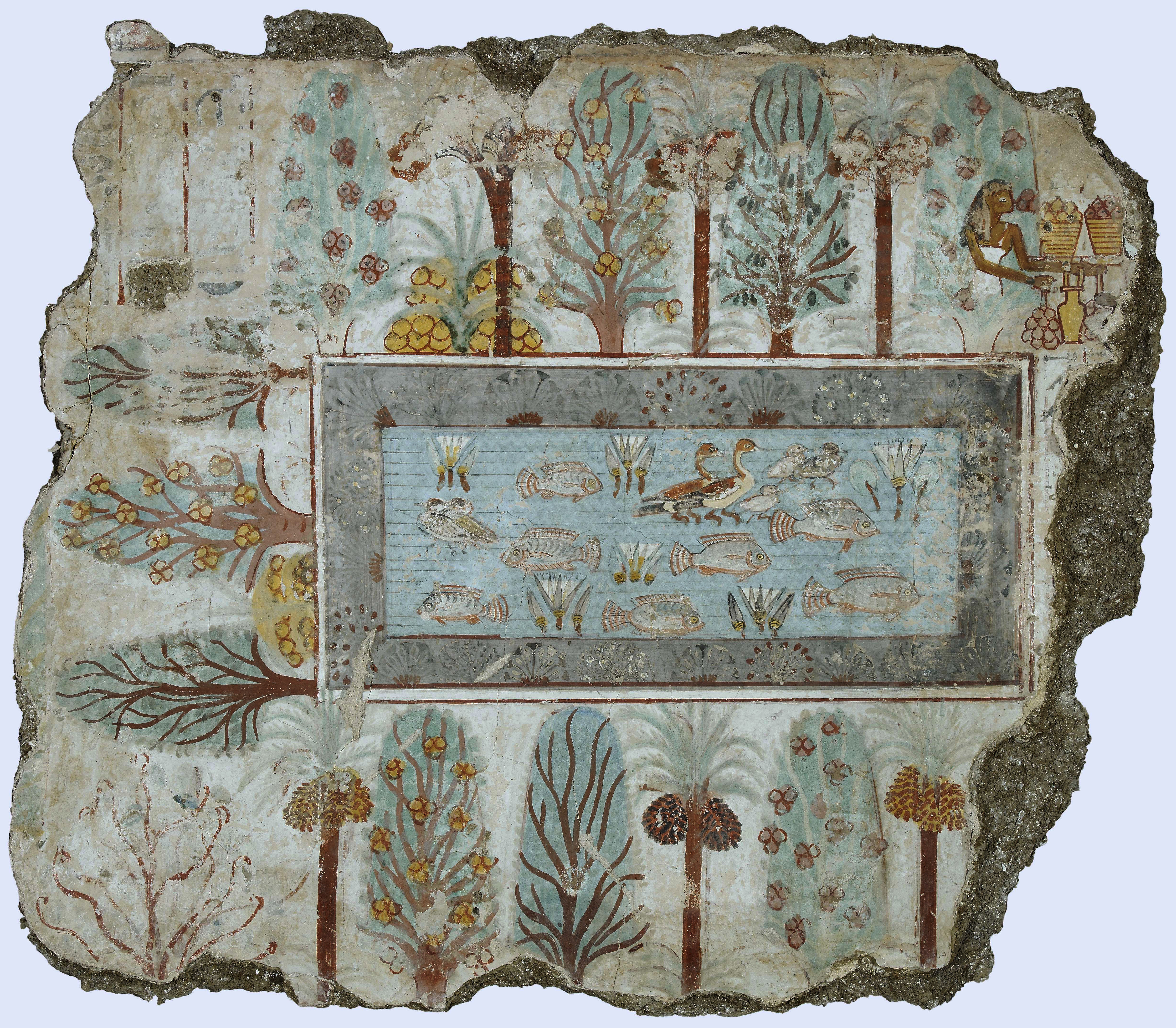
Bassin dans un jardin, fresque du tombeau de Nebamon, vers -1380. Les arbres fruitiers représentés sont le figuier sycomore, le palmier dattier, et le palmier doum.

Parmi les substances identifiées, les minéraux le plus souvent mentionnés sont l'argile, le cuivre, la galène, la malachite, le natron, les ocres, le sel (terrestre et marin).
Les végétaux identifiés qui reviennent le plus souvent sont : acacia, blé, épeautre, froment, fève, baies du genévrier, oliban, orge, pyrèthre, ricin, roseau, saule, sycomore, valériane... On trouve aussi des légumes (ail, céleri, pois, souchet comestible, lotus...), des fruits (datte, figue, jujube, raisin...), et des épices (coriandre, cumin...). Le papyrus Ebers mentionne de nombreux produits dérivés (bières, vin, lies, huiles, farines et pains, gommes et résines, mucilages...).
Des expressions telles que « bois à serpent », « image d'Horus », « image de Seth », « poil de babouin », « queue de souris »... sont des noms de plantes non identifiées (le texte mentionnant feuille ou racine).
Les substances animales sont représentées par des produits tels que la moelle osseuse ou les dents ; la graisse, le foie ou le testicule ; le sang, l'urine, le sperme ou le lait ; le fiel et les excréments, etc. Elles proviennent de mammifères, les plus souvent cités sont l'âne, le chat, la chèvre, le daim, la gazelle, l'hippopotame, le porc, la souris et le taureau ; pour les oiseaux ce sont l'autruche, l'hirondelle et le vautour ; on trouve serpents, lézard, crocodile et tortue, poissons et grenouille. Les Égyptiens utilisent aussi mouches, scarabées et scorpions. Le miel occupe une place très importante.

### Logique d'utilisation
Les premiers commentateurs ont distingué dans la pharmacopée égyptienne, ce qui était « démoniaque » ou « excrémentiel » relevant d'un « imaginaire barbare » de magiciens, et des substances végétales actives relevant d'un savoir médical. Leur association s'expliquerait ainsi « Le respect de la tradition, les habitudes de la clientèle en sont partiellement la cause ». Selon Gustave Lefebvre « Les médecins d'ailleurs devaient donner la préférence aux remèdes de leur composition, qui avaient du moins le mérite de n'être ni répugnants, ni burlesques ».
Selon Bardinet, les recettes égyptiennes doivent être approchées dans leur globalité. Loin d'être absurdes ou contradictoires, elles présentent une cohérence interne, une logique en fonction des causes présumées. Il devient possible de parler de raisonnement médical à partir de « considérations physiologiques » (conception traditionnelle du corps et du monde en Égypte ancienne).
Par exemple, les Égyptiens pensaient que la génération humaine (formation du fœtus et développement du nourrisson) était le résultat de forces divines agissant par l'intermédiaire d'une semence-os paternelle, et de sang-lait maternel. Les mêmes forces divines s'exercent pour chaque animal particulier (animal rapporté à un dieu, voir Liste de divinités égyptiennes par animal). Cette idée permet de comprendre la présence de sperme, de moelle osseuse, de sang ou de lait... d'origine humaine ou animale, dans les recettes égyptiennes.
Ces recettes visent à capter les forces divines au profit du malade, comme celle du « sang de corne de taureau noir » (Eb. 454) qui sert à traiter des maladies du cuir chevelu. Ce sang, prélevé près de la corne, est censé être de vertu supérieure, puisque produisant un pelage noir en nourrissant la corne. Une autre recette associe le « sabot d'âne bouilli » et le « sang de vulve de chienne » (Eb. 460), elle vise à réunir les deux forces de génération semence-os et sang-chair selon les dieux invoqués.
Les ingrédients excrémentiels (dits parfois « coprothérapie ») sont aussi considérés comme dotés d'une force vitale autonome. Ils sont destinés à s'opposer directement aux démons ou autres entités néfastes. Il s'agit alors d'une action répulsive, pour les évacuer, les chasser ou les tuer selon les cas. Ce type de recette « veut à la fois guérir le malade et protéger le médecin ».
D'autres produits et moyens agissent par vertus « mécaniques » : il s'agit de refroidir ce qui est trop chaud, d'assouplir ou de tonifier, de vider ou de remplir, de débloquer et faire circuler, etc.

### Exemples de recettes
Exemples issus du papyrus Ébers (traduction de Thierry Bardinet) :
- Pour nettoyer l'intérieur du corps : lait de vache 1, fruit entaillé du sycomore 1, miel 1. Ce sera broyé finement, cuit et absorbé quatre jours de suite (Eb. 18).
- Pour chasser les altérations qui se trouvent dans le corps d'un homme : graines de ricin. Ce sera mâché et avalé avec de la bière, jusqu'à ce que sorte tout ce qui se trouve à l'intérieur de son corps. (Eb. 25).
- Pour chasser tous les maux qui se trouvent dans un côté de l'intérieur du corps : mélilot 1, vin de dattes. Ce sera cuit dans de la graisse/huile. Panser avec cela (Eb. 40).
- Pour chasser les substances brûlantes qui sont à l'anus : farine de fève 1, poudre de plante-djaret 1, oliban 1, résine-ihemet 1, galène 1. Ce sera mis sous la forme d'un suppositoire et introduit dans l'anus (Eb. 155).
- Pour la migraine (littéralement : les maux qui sont dans un côté de la tête) : crâne de silure, frit dans la graisse/huile. Enduire la tête avec (cela), quatre jours de suite (Eb. 250).
- Chasser la sécrétion-seryt qui provoque la toux : réalgar 1, résine-men 1, plante-ââam. Ce sera broyé finement. (à dire au patient) Tu devras prendre sept pierres et les chauffer dans le feu. Une pierre sera recouverte du médicament et placé dans un pot neuf dont le fond a été percé. Tu devras introduire une tige de roseau dans le trou, et y placer ta bouche pour inhaler la vapeur. Pareil avec chaque pierre (Eb. 325).
- Autre fard, pour ouvrir la vue : galène 2, graisse d'oie 2, eau 4. Ce sera placé dans les yeux (Eb 401).
- Pour un endroit brûlé le premier jour : fruit-peret-cheny 1, rhizome de souchet comestible 1, excréments de chat 1. Ce sera mélangé en une masse homogène avec de l'eau de gomme et lui sera appliqué (Eb 498).
- Chasser les abcès-benout qui se trouvent dans les dents et faire (re)pousser la chair superficielle (=gencive) : plante-besbes 1, fruit entaillé du sycomore 1, plante-ineset 1, miel 1, résine de térébenthine 1, eau 1. Ce sera laissé au repos la nuit à la rosée et mâché (Eb 554).
- Pour extraire une épine quand elle se trouve dans la chair superficielle : excréments d'âne. Ce sera mélangé avec du mucilage et placé sur l'orifice (d'entrée de l'épine) (Eb. 728).
- Remède pour une oreille anormale qui concentre du pus : huile de moringa 1, résine de térébenthine 1, liquide-sekhepet 1. Ce sera versé dans l'oreille (Eb. 768).
- Remèdes pour la maison, pour empêcher les moustiques de mordre (contre les piqûres) : huile de moringa fraîche, s'enduire avec cela (Eb. 846), pour empêcher les souris d'atteindre quelque chose : graisse de chat, ce sera placé sur toutes choses (Eb. 847).
- Faire qu'une femme cesse d'être enceinte pendant un an, deux ans, ou trois ans : partie-qaa de l'acacia, plante-djaret, datte. Ce sera broyé finement avec un vase-hénou de miel. En imprégner un tampon végétal qui sera placé dans son vagin (Eb 783).
- Pour un sein douloureux : calamine 1, fiel de taureau 1, chiures de mouche 1, ocre 1. Ce sera préparé en masse homogène. Enduire le sein quatre jours de suite (Eb. 810).

Quelques traductions ou interprétations anciennes considérées comme discutables :
- La dracunculose (ver de Guinée) : « enrouler l'extrémité émergente du ver autour d'un bâton et l'extraire lentement » (3 500 ans plus tard, cela reste le traitement standard)[96]. Il s'agit d'un passage de la recette Eb. 876, dont la traduction Bardinet est : « Si tu trouves que l'endroit atteint est rouge, rond, comme (après) un coup de bâton, (cela) étant provoqué par le « coup » porté à toutes les choses qui sont en n'importe quel endroit du corps, et pour lequel il est fait sept nœuds (conjuration magique). Tu devras dire c'est la substance-sefet d'un conduit-met, c'est un « coup » porté à un conduit-met qui provoque cela ».
- Une circoncision ? : « Remède pour un prépuce (?) qui est coupé (circoncis) et dont il sort du sang : drst, miel, os de seiche, sycamore, fruit-dsjs, ce sera mélangé et appliqué à cela »[78] (Eb. 732). La traduction Bardinet est « Remède pour une épine d'acacia où quand on l'extrait, il en sort du sang : plante-djaret 1, miel 1, nes-che 1, sycomore 1, graines de la plante-djas. Ce sera préparé en une masse homogène et appliqué à cela ».
- La recette contre les pleurs continus de l'enfant (Eb. 782) : « capsules du pavot, chiures des guêpes qui se trouvent sur les murs. Mélanger en une masse, à filtrer et à prendre (par le malade) pendant quatre jours. (Les cris) cessent sur le champ » (traduction Lefebvre)[97]. La traduction Bardinet est : « parties-chepennou de la plante-chepen, chiures de mouche qui sont au mur. Ce sera préparé en une masse homogène, filtré, puis absorbé quatre jours de suite. (Cela) cessera parfaitement ».

Les traductions modernes sont plus prudentes, et ne cherchent pas à deviner des identifications précises en fonction d'un contexte présumé.

### Naissance d'une pharmacognosie
Le papyrus Ebers indiquerait l'émergence d'une pensée médicale (observation, diagnostic, et pronostic) dans un contexte religieux ou magique, mais aussi l'apparition d'une pharmacognosie qui cherche à organiser un savoir sur les substances thérapeutiques.
La structure des recettes est un prototype de prescription moderne comportant : l'indication d'une affection, la dénomination de substances, leur quantité ou proportion, le type de fabrication (broyage, filtration, cuisson...), le support ou excipient (bière, eau, miel, lie...), la forme galénique (décoction, poudre, pastille, suppositoire, ovule...), le mode d'administration (oral, local, rectal, vaginal, inhalation, fumigation...). La plupart des recettes mentionnent un stade évolutif de l'affection, le moment de la prescription dans la journée, ainsi que la durée du traitement. Quelques-unes mentionnent la saison ou l'âge du malade.
En 1876, après la publication du papyrus Ebers, Gaston Maspero formulait le jugement suivant « Le peu que savaient les Égyptiens, il y avait peut-être quelque mérite à l'avoir trouvé près de trente siècles avant notre ère ». De nombreuses substances minérales et végétales mentionnées dans le papyrus ont gardé une utilisation médicinale jusqu'au XXe siècle.
Plusieurs auteurs ont cherché une interprétation pharmacologique appuyant l'efficacité réelle présumée de certains ingrédients. La plus souvent citée est celle de la vitamine A contenue dans la graisse et le foie d'animaux. Selon Gustave Lefebvre (avec J.F. Porge) « Toute bile renferme de l'acide cholalique, et c'est à partir de cet acide que nos chimistes préparent synthétiquement la cortisone ».
Des auteurs estiment que le risque infectieux des excréments serait contrebalancé par une résistance immunitaire élevée. De même pour la recette contraceptive du papyrus Ebers, la gomme d'acacia en fermentation produit de l'acide lactique à pouvoir spermicide avéré, les dattes contiennent des phytoestrogènes, et le miel a des propriétés antiseptiques.